# Pattinaggio di velocità ai XXIII Giochi olimpici invernali - Mass start maschile
La gara della mass start maschile di pattinaggio di velocità dei XXIII Giochi olimpici invernali di Pyeongchang si è svolta il 24 febbraio 2018 sulla pista dell'ovale di Gangneung a partire dalle ore 20:45 (UTC+9).
Il pattinatore sudcoreano Lee Seung-hoon ha conquistato la medaglia d'oro, mentre l'argento e il bronzo sono andati rispettivamente al belga Bart Swings e all'olandese Koen Verweij.

## Risultati

### Semifinali

#### Semifinale 1
| Pos. | Atleta             | Nazione       | Punti | Tempo   | Note |
| ---- | ------------------ | ------------- | ----- | ------- | ---- |
| 1    | Linus Heidegger    | Austria       | 60    | 8'20"46 | Q    |
| 2    | Andrea Giovannini  | Italia        | 41    | 8'24"41 | Q    |
| 3    | Shane Williamson   | Giappone      | 20    | 8'25"44 | Q    |
| 4    | Viktor Hald Thorup | Danimarca     | 5     | 8'34"06 | Q    |
| 5    | Koen Verweij       | Paesi Bassi   | 5     | 8'44"90 | Q    |
| 6    | Lee Seung-hoon     | Corea del Sud | 5     | 8'45"37 | Q    |
| 7    | Olivier Jean       | Canada        | 4     | 8'42"31 | Q    |
| 8    | Alexis Contin      | Francia       | 3     | 8'28"70 | Q    |
| 9    | Haralds Silovs     | Lettonia      | 3     | 8'28"93 |      |
| 10   | Brian Hansen       | Lettonia      | 1     | 8'34"47 |      |
| 11   | Fyodor Mezentsev   | Kazakistan    | 0     | 8'43"26 |      |
| 12   | Reyon Kay          | Nuova Zelanda | 0     | 9'17"99 |      |

#### Semifinale 2
| Pos. | Atleta                | Nazione       | Punti | Tempo   | Note |
| ---- | --------------------- | ------------- | ----- | ------- | ---- |
| 1    | Peter Michael         | Nuova Zelanda | 60    | 7'55"10 | Q    |
| 2    | Stefan Due Schmidt    | Danimarca     | 40    | 7'55"22 | Q    |
| 3    | Vital' Michajlaŭ      | Bielorussia   | 20    | 7'55"25 | Q    |
| 4    | Sven Kramer           | Paesi Bassi   | 6     | 8'24"51 | Q    |
| 5    | Bart Swings           | Belgio        | 5     | 8'13"57 | Q    |
| 6    | Chung Jae-won         | Corea del Sud | 5     | 8'17"02 | Q    |
| 7    | Livio Wenger          | Svizzera      | 5     | 8'17"17 | Q    |
| 8    | Joey Mantia           | Stati Uniti   | 3     | 8'00"54 | Q    |
| 9    | Sverre Lunde Pedersen | Norvegia      | 2     | 7'58"65 |      |
| 10   | Konrad Niedźwiedzki   | Polonia       | 1     | 8'24"73 |      |
| 11   | Ryosuke Tsuchiya      | Giappone      | 0     | 7'55"77 |      |
| 12   | Wang Hongli           | Cina          | 0     | 8'00"97 |      |

### Finale
| Pos.    | Atleta             | Nazione       | Punti | Tempo   | Note |
| ------- | ------------------ | ------------- | ----- | ------- | ---- |
| Oro     | Lee Seung-hoon     | Corea del Sud | 60    | 7'43"97 |      |
| Argento | Bart Swings        | Belgio        | 40    | 7'44"08 |      |
| Bronzo  | Koen Verweij       | Paesi Bassi   | 20    | 7'44"24 |      |
| 4       | Livio Wenger       | Svizzera      | 11    | 8'13"08 |      |
| 5       | Viktor Hald Thorup | Danimarca     | 8     | 7'57"10 |      |
| 6       | Linus Heidegger    | Austria       | 6     | 7'52"38 |      |
| 7       | Vital' Michajlaŭ   | Bielorussia   | 1     | 7'53"38 |      |
| 8       | Chung Jae-won      | Corea del Sud | 1     | 8'32"71 |      |
| 9       | Joey Mantia        | Stati Uniti   | 0     | 7'45"21 |      |
| 10      | Alexis Contin      | Francia       | 0     | 7'45"64 |      |
| 11      | Shane Williamson   | Giappone      | 0     | 7'46"19 |      |
| 12      | Andrea Giovannini  | Italia        | 0     | 7'46"83 |      |
| 13      | Stefan Due Schmidt | Danimarca     | 0     | 7'47"53 |      |
| 14      | Olivier Jean       | Canada        | 0     | 7'49"30 |      |
| 15      | Peter Michael      | Nuova Zelanda | 0     | 7'49"33 |      |
| 16      | Sven Kramer        | Paesi Bassi   | 0     | 8'13"95 |      |